# Globalhistorie
Globalhistorie er en tilgang indenfor historiefaget, som søger at undersøge historiske processer og udviklinger på et globalt plan på en måde, der ikke bruger nationalstaten som en analytisk enhed. Fordi den ikke fokuserer på nationalstaten, er globalhistorie noget andet end den såkaldte komparative historie, der arbejder med at sammenligne udviklinger i forskellige lande.